# 茂木昌則
茂木 昌則（もぎ まさのり、1964年 - ）は、東京都大田区出身の元子役。

## 人物
血液型O型。
幼少期から22歳まで子役、俳優として活動。
現在は神奈川県横浜市で「楽はりきゅう院」の院長を務めている。
横浜医療専門学校卒。
AEAJアロマテラピーアドバイザー、レイキティーチャー、東京鍼灸勉強会主催。

## 出演作品

### テレビドラマ
- 仮面ライダーシリーズ（MBS / 東映）
  - 仮面ライダーV3 - 少年仮面ライダー隊員
    - 第30話「ドクトル・ゲー! 悪魔の正体は?」（1973年）
    - 第52話「デストロン最後の日」（1974年）

  - 仮面ライダーX 第23話「キングダーク 悪魔の発明!」（1974年） - 理江の友達
  - 仮面ライダーストロンガー 第5話「ブラック・サタンの学校給食!?」（1975年） - 生徒
- おそば屋ケンちゃん（1975年、TBS / 国際放映） - バンチョウ
- ブラザー劇場 / 刑事くん 第3部 第22話「少年探偵団SOS」（1975年、TBS / 東映）
- ぐるぐるメダマン（1976年 - 1977年、12ch / 東映） - ヨウヘイ
- 金曜ドラマ / あにき 第1話、第2話（1977年、TBS）
- 青春の門 第二部「自立編」 第6話（1978年、MBS / 松竹芸能）
- 3年B組金八先生（TBS） - 中村英吉(平山姓)
  - 第1シリーズ（1979年 - 1980年）
  - スペシャル1（1982年）
  - スペシャル3（1984年）
  - スペシャル7（1987年）
  - ファイナル（2011年）
- 土曜ナナハン学園危機一髪 / 落ちこぼれというけれど…（CX） - ケン
- Gメン'75 第299話「青い目の人形バラバラ殺人事件」（1981年、TBS / 東映）
- ぼくらの時代（1981年、TBS / 木下プロダクション）

### テレビ番組
- 爆報!THEフライデー（2017年6月9日、TBS）

### 映画
- アフリカの鳥（1975年、日活） - 正明